# Bloody Palace
『Bloody Palace』（ブラッディー・パレス）は、2015年10月7日にビクターエンタテインメントから発売されたMary's Bloodのアルバム。

## 概要
移籍第一弾となった本作は前作の「Countdown to Evolution」を踏襲しつつも、よりヘヴィに、より激しく、彼女たちが考えるメタルを具現化した作品。黒を基調にした新しいアーティスト写真も含め、より硬派な路線を打ち出した。

## 収録曲
1. The Gate of Palace
2. Bite The Bullet
3. Crime and Punishment
4. Song for You
5. Ready to Go
6. Grayish World
7. Bloody Birth Day
8. I’m Dead
9. Sweet Trap
10. Infinite Love
11. Moebius Loop

作詞：Eye (#2 - 11)
作曲：SAKI (#1 - 8)、Rio (#9)、Eye (#10 , 11)
編曲：岡ナオキ・Mary's Blood (#ALL)